# Drukarnia Polowa im. Jacka Jerza
Drukarnia Polowa im. Jacka Jerza – drukarnia podziemnych struktur NSZZ „Solidarność” w Pionkach działająca w latach 1983-1989, zaopatrująca w ulotki, prasę i literaturę teren ówczesnego województwa radomskiego.
Drukarnia rozpoczęła działalność w stanie wojennym w 1983 r. wkrótce po nagłej śmierci współtwórcy i przywódcy radomskiej opozycji niepodległościowej Jacka Jerza i na jego cześć przyjęła nazwę „Drukarnia Polowa im. Jacka Jerza”, którą sygnowane były wszystkie wydawane przez nią materiały. 
Skład osobowy tworzyli członkowie opozycyjnej grupy "Morwa", która początkowo działała w strukturach KPN później organizacyjnie weszła w skład TKK „Solidarność” w Pionkach. Redaktorzy Encyklopedii Solidarności sugerując się hasłem "Solidarność Walczy" umieszczanym na materiałach wychodzących z drukarni niesłusznie przypisują jej przynależność do struktur Solidarności Walczącej. 
Działalnością drukarską zajmowali się Waldemar Rusinowski (do aresztowania w 1984r.), Marek Kusztal "Morwa", Andrzej Wyroślak "Wiktor", Włodzimierz Paterek "Rewiński", Marek Płucienniczek "Cichy", Mirosław Piotrowski (od 1988r.).
Drukarnia dysponowała powielaczem spirytusowym i białkowym, a druk odbywał się na plebanii parafii św. Barbary w Pionkach (niestety pan profesor Wierzbicki podaje nieprawdziwe informacje) oraz w prywatnych domach i mieszkaniach w Pionkach i okolicach. 
Początkowo druk odbywał się w domu rodzinnym Waldemara Rusinowskiego w Gzowicach (wydrukowane 2 lub 3 numery pisma "Barykada"). W związku ze wzmożonym zainteresowaniem SB wobec W. Rusinowskiego działalność drukarni została zawieszona na kilka tygodni. Wyposażenie zostało przewiezione do Pionek i było przechowywane w domu lekarza weterynarii Stanisława Figurskiego. Do znalezienia nowej lokalizacji przyczynił się nadleśniczy Nadleśnictwa "Kozienice". Za jego namową nową lokalizacją drukarni był dom Zbigniewaa Siniora we wsi Stanisławów. 
Najważniejszą pozycją wydawaną przez cały okres istnienia drukarni (X.1983 – VI.1989) było pismo podziemnej Tymczasowej Komisji Terenowej NSZZ „Solidarność” w Pionkach pt. „Barykada” – przez blisko 6 lat istnienia drukarni łącznie ukazało się 58 numerów pisma w formacie A4 o objętości 12 stron, wszystkie sygnowane w nagłówku przez Ruch Oporu NSZZ „Solidarność” w Pionkach – Drukarnia Polowa im. Jacka Jerza. Drukowano również ulotki, plakaty i inne materiały poligraficzne dla działających w regionie radomskim struktur opozycyjnych.